# Husziták

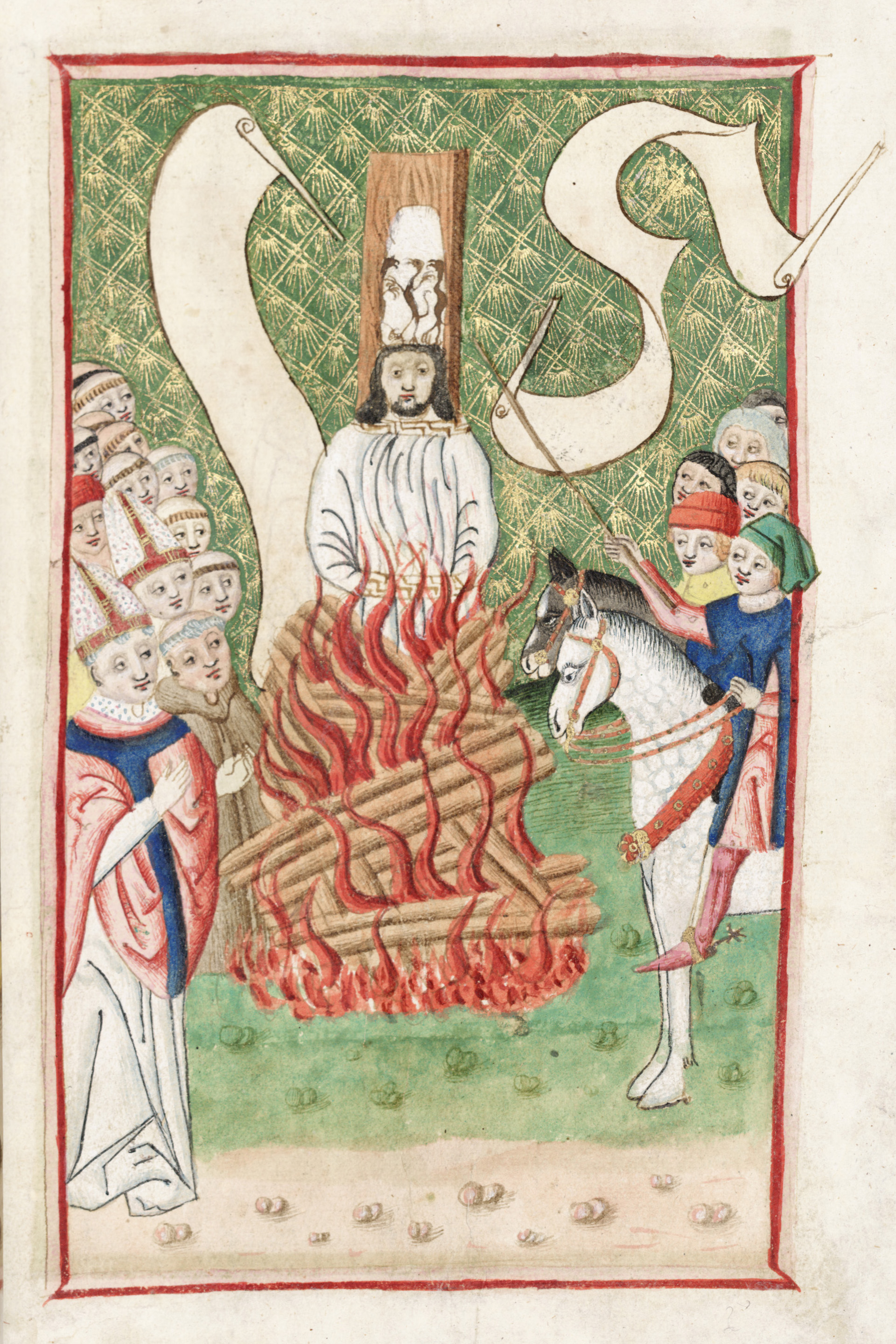
Husz János a máglyán (Jénai Kódex)

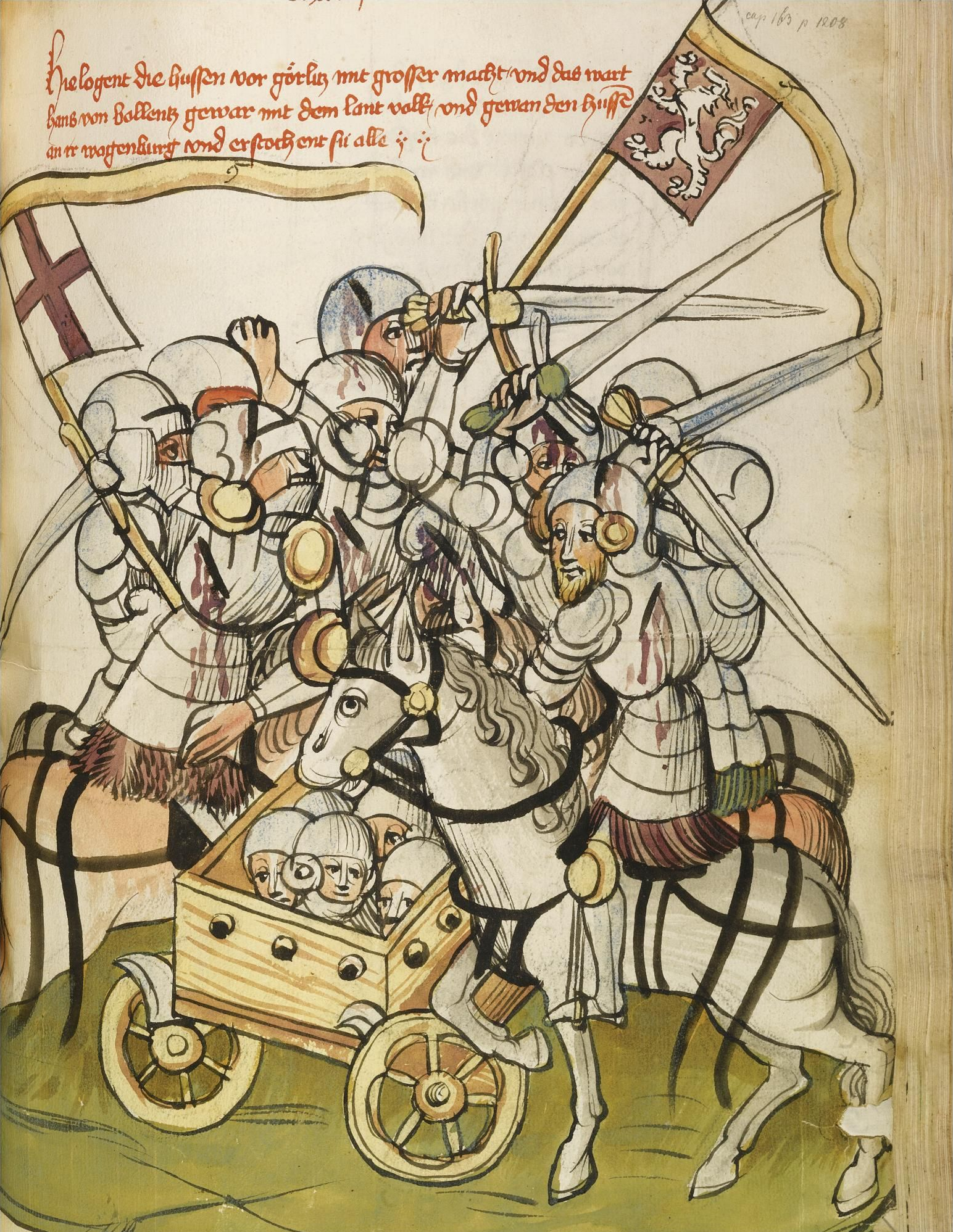
Luxemburgi Zsigmond és a husziták csatája, 1428 – kódexábrázolás. A husziták 1427-től kezdve támadó hadjáratokat indítottak a szomszédos országokba, így Magyarország területére is. A mindhárom országa révén érdekelt Zsigmond tárgyalásokat kezdett a mérsékelt kelyhesekkel, ennek eredményeként jött létre 1433-ban a kelyhesek és a katolikus egyház közti egyezség

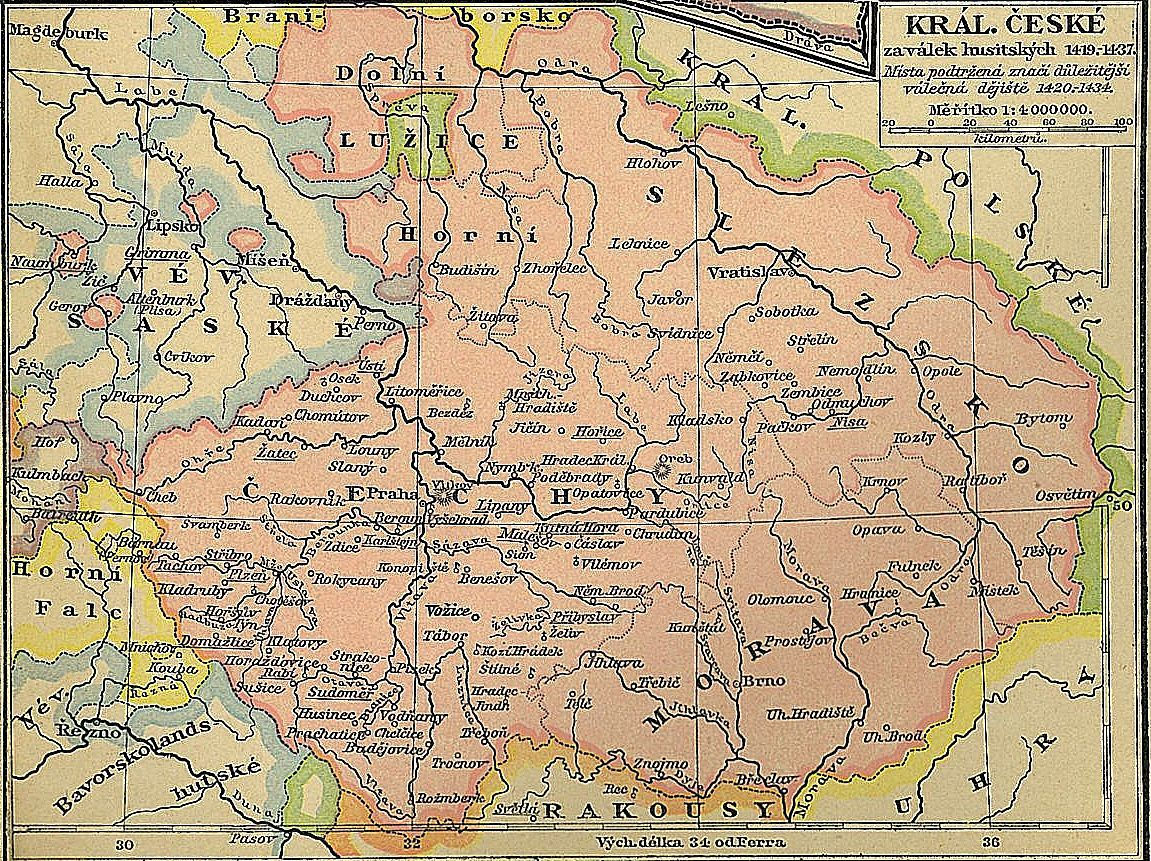
A Cseh Királyság a huszita háborúk idején

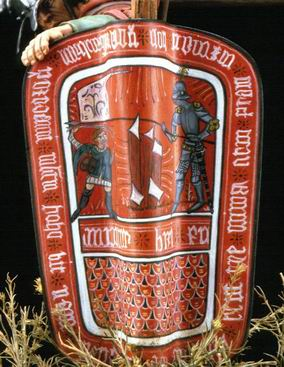
Huszita pajzs rekonstrukciója a prágai múzeumban

A husziták a Husz János által John Wycliffe nyomán elindított vallási jellegű mozgalom, a huszitizmus követői, amely az európai reformáció fontos előzményének tekinthető, de Husz és a huszitizmus kapcsolata vitatott.
Husz kivégzése egész Csehországban nagy felháborodást váltott ki. Az egyházi terhektől szabadulni akaró parasztok, a városi szegények és polgárok, de az egyházi javakra áhítozó nemesek is, tömegesen szakítottak a római katolikus egyházzal, és új gyülekezeteket szerveztek. A husziták mozgalma ugyan kezdettől fogva irányzatokra, ágakra szakadt (mérsékelt-, közép- és balszárny), de az ágakat a közös veszély egyesítette és mind a császár serege, mind pedig a pápai legátusok által irányított keresztesek és zsoldosok ellen olyan lelkesen és vitézül harcoltak, hogy a 12 évig, 1419 és 1432 között dúló háborúban sorozatos győzelmeket arattak. A veszély csökkenésével azonban az irányzatok fokozatosan ellentétbe kerültek egymással.

## Husz János
Husz János Dél-Csehország Husinec városában, született. 33 éves korában a prágai Károly Egyetem rektora lett és a helyi Betlehem Templomban prédikált. Közben John Wycliffe (1328–1384) angol teológus gondolatai Csehországban is ismertekké váltak. Husz Jánost megragadta Wycliffe filozófiai realizmusa, és ettől fogva az egyházi reformok szószólója lett. Igyekezett változásokat eszközölni a katolikus egyház rendjében, de 1415-ben a konstanzi zsinat keretében eretnekség vádjával máglyán megégették.

## A huszita mozgalom
IV. Vencel cseh király nyilvánosan megbélyegezte a zsinatot, a királyné és más előkelő asszonyok Husz Jánost vértanúként tisztelték, a nép pedig sok plébánost elűzött és számos kolostort lerombolt. Követelték a prédikáció szabadságát, a papság kiváltságainak megszüntetését és az ún. laikus kelyhet, azaz hogy ne csak a papok részesüljenek az áldozásnál a borból. Ezzel a követelésükkel is azt akarták kifejezni, hogy nem tartják a papságot kiváltságos testületnek sem a szent cselekményeknél, sem pedig a társadalmi életben. Ezzel kezdetét vette a huszita mozgalom, amely korán két szárnyra bomlott. 

### Kelyhesek
A mérsékeltebb pártot a szorosabb értelemben vett kelyhesek (calixtinusok) vagy utraquisták (sub utraque specie, két szín alatt vették az úrvacsorát) képezték, akik a katolikus egyháztól nem akartak teljesen elszakadni, hanem csak a következő „javításokat” óhajtották végbevinni:
- Isten igéjét szabadon, nemzeti nyelven prédikálhassák,
- Az úrvacsorát mindkét szín alatt szolgáltassák ki,
- A papságtól a világi javakat vegyék el és térjenek vissza az apostoli szegénységre,
- A papságot szigorúbb egyházfegyelemmel ellenőrizzék.

Husz konstanzi tartózkodása alatt Miesi Jákób (Jacobellus von Mies) a prágai egyetem második személyisége azt hirdette, hogy a Biblia az egyház hitének és gyakorlatainak legfőbb mércéje és útmutatója. János evangéliuma 6:53 alapján azt tanította, hogy 
„Ha nem eszitek az Ember Fiának testét és nem isszátok az ő vérét, nincs élet bennetek. Aki eszi az én testemet és issza az én véremet, örök élete van annak, és én feltámasztom azt az utolsó napon.”
A római katolikus egyház, Krisztus tantételének egyedüli hivatott értelmezőjeként, a 12. század második felétől az oltáriszentséget már csak ostya formájában szolgáltatja ki a népnek, mert tagadja, hogy az oltáriszentség mindkét szín alatti vétele feltétlenül szükséges lenne a üdvösséghez, csupán javasolhatónak tartja a kegyelemben való megmaradás jelképeként. Ugyanakkor a husziták a 12. századig alkalmazott „Kehely és Ostya” formának az utolsó 150 évben való elhagyását az egyház általános romlottsága jeleként értelmezték. Azt állították, hogy az ember a megváltás érdekében szent Úrvacsorában kell hogy részesüljön „ahol és amikor kíván”, kenyér és bor formájában, azaz „mindkét szín alatt” (sub utraque specie). E latin kifejezés után hívták őket Utraquistáknak. Az Egyház soha nem nevezte a „mindkét forma alatt” tanát bűnösnek, vagy eretneknek, a Kelyhet csupán a Drága Vér iránti tiszteletből tartotta vissza a köznéptől. Az oltáriszentség mindkét forma alatti szolgálatának kötelező voltát a Konstanzi Zsinat elutasította, és a cseheket a wycliffista eretnekségtől való megtisztulásra szólította fel. Cseh- és Morvaország 450 főnemese, szeretett Husz Jánosuk kivégzését és ezt a követelést a pápai hatalom túlkapásának, saját nemzeti függetlenségük veszélyeztetésének tartották, és szövetséget kötve, ellenállást határoztak el – mondván: „A mi földünkön nincsenek eretnekek!”. Husz János kivégzésével Zsigmond tekintélye megtört, és egyébként sem igyekezett féltestvére, Vencel ellen háborúzni, sőt még Vencel halála után is hagyta, hogy az utraquisták fő támogatója, Vencel özvegye uralkodjon. Hamarosan egy papságellenes forradalom söpört végig az országon: templomok és kolostorok pusztultak el, és az egyházi vagyont a huszita nemesség osztotta fel – ezzel kitört a 15 évig tartó huszita háború.

### A táboriták
1420-ban a legaktívabb husziták egy stratégiai szempontól alkalmas hegyen, Prágától délre egy várost (neve ma is Tábor) emeltek, és erődöt építettek, keskeny utcákkal körülvéve. Ezt a hegyet nagy lelki felszabadulásuk ujjongásai szimbólumaként a bibliai Tábor hegyéről nevezték, és ezután a husziták ezen ága táboriták néven ismert.
A szigorúbb, radikális párthoz tartozó taboriták elvetették a katolikus egyház mindazon tanait, (például a tisztítótűzről, a szentek tiszteletéről, a képek használatáról), amelyeknek igazsága a Szentírásból nem bizonyítható be. Feleslegesnek minősítették a gyónást, az egyházi hierarchiát és a szerzetességet is. Jézus Krisztus közeli visszajövetelét várták, magukat az üdvösségre kiválasztottaknak tekintették. 
Élükön először Jan Žižka állott, akinek vezérlete alatt háborút indítottak a németek ellen. Az ő halála (1424) után nagyobb részük Prokopius szerzetest választotta vezérül, kisebb részük Žižka helyét pótolhatatlannak nyilvánította, és vezér nélkül harcolt tovább. Utóbbiak árváknak (orfaniták) nevezték magukat.
Egy Austi nevű pap azon az alapon, hogy a Bibliában Krisztus EGÉSZ tanítása benne van, eltörölte az összes hagyományos szertartást és istentiszteleti formát a katolikusság minden külső jelképeivel, a templomokkal, oltárokkal, papi ruhákkal, szent edényekkel, kántálással, és ünnepélyekkel, valamint böjtökkel együtt. A Úr Imája volt az egyedüli szertartási ima, az oltáriszentséget egyszerű kenyérrel és rendes borral szolgálták egyszerű asztalról, és a résztvevők egyszerűen, hétköznapi ruhában, fésületlenül vettek részt. Gyermekek szenteletlen vízzel voltak megkeresztelve minden ceremónia nélkül, és utána azonnal úrvacsorában részesültek mindkét forma alatt. A szent kenetet és titkos bűnvallást eltörölték, és még a halálos bűnöket is nyilvánosan vallották meg és a Tisztítótűz, valamint a szentek imádása a lakomákkal és böjtölésekkel együtt eltűnt.

## A huszita háborúk
A pápai hatalom a várakozásoknak megfelelően nem nézte e fejleményeket tétlenül, és nagy emberáldozatokat követelő véres háborúkat kezdeményezett a táboriták ellen a következő másfél évtized során. Az összes keresztes hadjárat, amelyeket a pápa megbízásából Zsigmond német-római császár egyrészt Németország, másrészt Magyarország és Ausztria felől intézett ellenük, kudarcba fulladt, híres szekértáboraikat nem tudta legyőzni.
1427-től a husziták öldökölve és gyújtogatva lepték el a szomszédos országokat. A cseh forradalom felett csak tárgyalásos megegyezéssel lehetett úrrá lenni. Ezt a megegyezést kívánta létrehozni a bázeli zsinat. 
Hosszas alkudozás után a bázeli zsinat 1433-ban a kelyhesekkel megkötötte az úgynevezett bázeli vagy prágai egyezményt, melyben elismerték négy fő követelésüket. A táboriták azonban ezt az egyezséget Husz szelleme meggyalázásának és a reformáció ügye elárulásának tekintették, a fegyveres harcot pedig tovább folytatták. Mélyen benyomultak Északkelet-Németország, sőt a lengyelekkel együtt a Német Lovagrend területére is. Ez addig tartott, amíg korábbi bajtársaik, a kelyhesek 1434-ben Bródnál teljesen szét nem verték őket. 
A győztes kelyhesek 1436-ban Zsigmond császárral megkötötték az iglaui szerződést, amelyben Zsigmondot elismerték királyuknak, a császár pedig biztosította a kelyhesek vallási és polgári szabadságát. Valójában azonban sem a császár, sem a pápa nem akarta az egyezséget betartani, és később a kelyhesek jogait több sérelem érte. Ilyen volt, hogy a megválasztott kelyhes érsek Prágából menekülni kényszerült, ezért a forrongások ismét megkezdődtek. Végül a kelyhesek kieszközölték, hogy 1444-ben László király mellé kormányzóul a kelyhes Podjebrád Györgyöt rendelték, akit László halála után 1458-ban királyuknak is megválasztottak.
Ezzel a helyzettel azonban a pápák nem voltak megelégedve, és 1465-ben II. Pál pápa keresztes hadjáratot hirdetett meg a husziták ellen és Mátyás magyar királyt is harcra szólította fel. Podjebrád megvédte trónját, utóda Ulászló pedig a kuttenbergi országgyűlésen (1485) a békét ismét helyreállította úgy, hogy mind a kelyheseket, mind a katolikusokat addigi jogaikban és birtokaikban biztosította.

## A mozgalom vége
II. Piusz pápa 1462-ben érvénytelennek nyilvánította a bázel–ferrara–firenzei zsinat által jóváhagyott Prágai Compactát és a két fél csak 1512-ben volt hajlandó elismerni egymást mint két egyenjogú, különböző vallást. 
A husziták eszméi nem szűntek meg, elterjedtek a Német Birodalomban és egész Kelet-Európában, így Magyarországon is, és számos felkeléshez szolgáltattak ideológiai alapot.
A táboriták egy békésebb maradéka 1470-ben „Testvéri Egység” néven csoportosult. Sokuk a folyamatos katolikus üldöztetések elől 1548-ban Morvaországba szökött, és az akkoriban odatelepült hutteritákhoz hasonlóan Morva testvérek néven vagyonközösségben, papság nélkül éltek, és a tanítóikat, lelkészeiket maguk közül választották. 
Luther Márton reformja nagy örömmel érte az utraquisták, husziták és táboriták egy részét, de később néhányan visszatértek a katolikus egyházba. A katolikus erőkkel 1620. november 8-án vívott fehérhegyi csata vérfürdője a huszitizmus végét jelentette.

## A huszita hadviselés

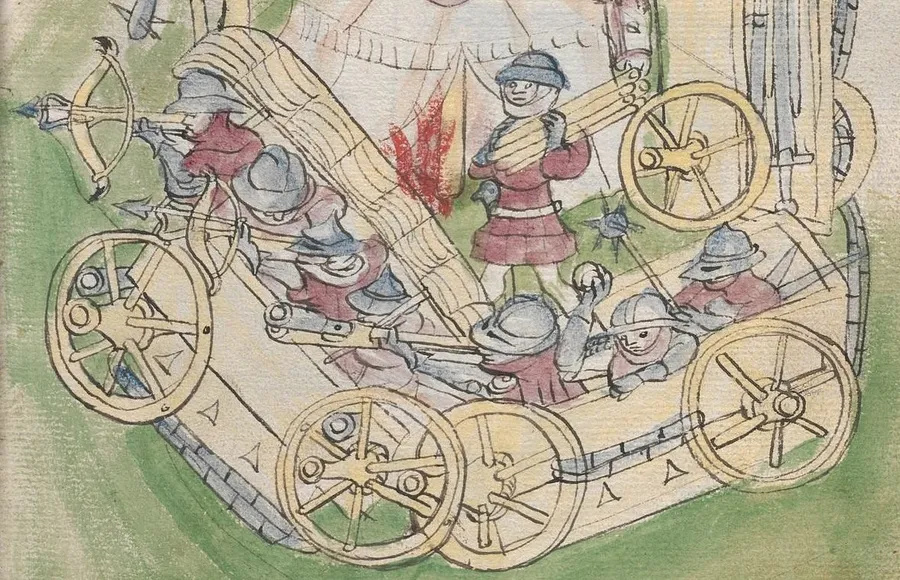
A huszita szekérvár korabeli ábrázolása

A huszitákat a 15. század közepén sajátságos fegyvereikkel, felszerelésükkel és harcmodorukkal Európa legkitűnőbb katonáinak tartották. Csatáik alatt eleinte védő harcot vívtak, melyhez háromezernél is több hadiszekérből alakított szekérvárat használtak. A vasláncokkal egymással összekötött hadiszekerekből képezett védőfal mögött álltak lövészeik, akik a szekérvárat megrohanó ellenséget (akkor még többnyire lovasságot) lőtték. A szekérvár faláig jutott lovasokat a hadi szekereken álló, kampós lándzsákkal felfegyverzett harcosok sebesítették meg és rántották le a lovukról, a szekérvárba jutott lovagokat a huszita gyalogosok vasból készített cséplőkkel verték agyon. Végül amikor az ellenség a szekérvár ismételt megrohanása után kifáradt, szekérvárukból kirohantak, s vascséplőkkel, kampós lándzsákkal támadták meg ellenfeleiket. Üldözés közben kegyetlenül megöltek mindenkit, akit utolértek. A husziták hadviselését és hadiszekereik alkalmazását a 15. században több ország hadseregében, így Mátyás király seregében is utánozták. A hadiszekereket nemcsak pihenés közben, táboruk védelmezésére alkalmazták, hanem az ellenséggel szemben végrehajtott menetek alatt is, oldalaik biztosítására használták fel.

## Magyarországon
A huszitizmus Magyarországon elsősorban a Délvidéken és Erdélyben terjedt el. A huszita eszméket a Prágában tanult papok hozták haza és terjesztették el, és mire a hivatalos körök föleszméltek, a Szerémség, Bosznia, a zágrábi, pécsi, kalocsai, de a váradi és erdélyi egyházmegyékben is megerősödött az eretnekség, amelyhez egyre több pap csatlakozott. A mozgalom letörésére IV. Jenő pápa Marchiai Szent Jakab obszerváns ferencest bízta meg. Kemény fellépésével és a feudális urak segítségével főleg Erdélyben, de részben Délvidéken is sikerült a huszitizmust letörnie. A papok közül többen Moldvába menekültek, és ott terjesztették a huszita tanokat.
Marchiai Szent Jakab ferences inkvizítor így foglalta össze a magyarországi husziták hitelveit (részlet):
„Ezek a tételek, melyeket találtam és irtottam az Úr segítségével Magyar-, Székely- és Erdélyországban:
- Hogy mindenkinek mindkét szín alatt kell áldoznia (→ azaz a kenyérrel és borral történő két szín alatti úrvacsorát).
- Hogy a misébe elég a leckét és az evangéliumot olvasni és hogy akadálytalanul, pénz nélkül, éjjel-nappal házakban és erdőkben, bárhol lehet misézni. És mindkét nembeliek a misében énekeket énekelnek.
- Hogy tanult világiak (a misében) létrehozhatják Krisztus testét és vérét és azt tartják, hogy létre is hozzák.
- Hogy faedényekben konszekrálhatnak (felszentelhetnek) és abból eszik és isszák (ti. a kenyeret és a bort).
- Hogy az ostyában csak Krisztus teste és a kehelyben csak vére van.
- Hogy az összes szentek nevét törölték a miséből.
- Hogy Szűz Mária a többi szentekkel nem segíthetnek minket, csak maga az Isten.
- Hogy nem kell tisztelnünk a képeket, mert ördög van azokban az ember megcsúfolására, mert ha szamarat kergetnek a tűznek, elkerüli azt, de a feszület a fatuskón elég.
- Hogy nem kell ábrázolnunk sem a feszületet, sem a keresztet.
- Hogy nem szükséges keresztet vetnünk.
- Hogy nem kell tisztelnünk az ereklyéket, mert azokat kapzsiságból találták ki.
- Hogy a szentelt olaj és az utolsó kenet meg a szentelt víz nem ér semmit.
- Hogy a keresztelőkút emberi találmány, mert Krisztus a folyóban kereszteltetett meg.
- Hogy egyetlen gonosztevőt sem szabad megölni, mert hallottátok, hogy mondatott a régieknek: ne ölj!.
- Hogy egy ünnepet sem kell megülni, csak a vasárnapokat, mert a többi ünnepet az emberek találták ki.
- Hogy a halottakért tett felajánlások nem használnak.
- Hogy nincs tisztítótűz.
- Hogy lefestik a pápát, amint misét mond, és az ördög ministrál neki, körülötte meg démonok vannak.
- Hogy a kiátkozástól nem kell félni, figyelembe sem kell venni, mert míg ember megátkoz – Isten megáld.
- Hogy a püspök feleségül vehet szüzet, a szerzetesség és kanonokság pedig az ördög találmánya.
- Hogy a főpapok, akik kiátkozzák az Isten népét, az ördög és az antikrisztus tagjai.
- Hogy Krisztus gőgös helytartója (azaz a pápa) nem méltó arra sem, hogy akár egy gyermek elöljárója legyen.
- Hogy Krisztus törvénye elegendő az üdvösségre, az emberek által kitalált törvények nélkül.
- Hogy a képtisztelők bálványimádók…”

## Érdekesség
Jeanne d'Arc
- A százéves háború francia hőse, a 18 éves Jeanne d’Arc 1430. március 23-án egy levelet diktált a huszitáknak, amelyben megfenyegette őket azzal, hogy keresztes hadjáratot indít ellenük, hacsak nem térnek vissza a katolikus vallásra és „az eredeti világossághoz”. Az angolok és burgundiaiak két hónap múlva elfogták őt, és így fenyegetése nem vált valóra.[7]

Napjaink
- A huszitizmus nem pusztult ki teljesen, ma Csehország lakosságának mintegy 0,4%-a huszita felekezetű.[8]